# Patrick Flynn
Patrick Flynn   (Bandon, 17 de desembre de 1894 - Queens, 5 de gener de 1969) va ser un atleta irlandès de naixement, però estatunidenc d'adopció, especialista en els 400 metres tanques, que va competir en els anys previs i posteriors a la Primera Guerra Mundial.
Nascut a Irlanda, el 1913 emigrà als Estats Units. Poc després començà a practicar l'atletisme i es va enfrontar a Hannes Kolehmainen en uns 5.000 metres, amb qui va perdre per menys d'una iarda. L'esclat de la Primera Guerra Mundial li va impedir prendre part en els Jocs Olímpics de 1916. Durant la guerra es va allistar al 165è Regiment d'Infanteria. Arribà al grau de sergent i va lluitar a França, on va ser ferit en un braç.
En tornar a casa va reprendre els entraments d'atletisme. El seu entrenador el va persuadir per reconvertir-se a les curses d'obstacles i mitja distància. El 1920 va guanyar el títol de l'Amateur Athletic Union dels 3.000 metres obstacles, tot establint un nou rècord nacional amb 9' 58.2". El 1920 va prendre part en els Jocs Olímpics d'Anvers, on disputà trees proves del programa d'atletisme. Guanyà la medalla de plata en la cursa dels 3.000 metres obstacles. Una caiguda en un obstacle li va impedir lluitar per l'or, que fou pel britànic Percy Hodge. Fou quart en la cursa de cros per equips i novè en la prova individual de cros.
El 1925 es retirà de la pràctica esportiva. Amb l'esclat de la Segona Guerra Mundial demanà l'ingrés a l'exèrcit, però la sol·licitud fou rebutjada. Es desconeix com va viure els últims anys. Va morir el 5 de gener de 1969 i és enterrat al Cementiri Nacional de Long Island.

## Millors marques
- 3.000 metres obstacles. 9.58.2" (1920)[3]